# Maglors Kloof
Maglors Kloof is een gebied in Beleriand dat voorkomt in De Silmarillion van J.R.R. Tolkien.
Maglors Kloof was een laagland gelegen tussen de Ered Luin in het oosten en Himring in het westen. Het vormde de grootste onderbreking in de omheining van gebergten die Beleriand in noorden beschermden. Daardoor was het een geliefde weg voor de orks van Morgoth om Beleriand binnen te komen. De kloof werd echter al vroeg in de Eerste Era verdedigd door Maglor, zoon van Fëanor, die het gebied zijn naam gaf.
Tijdens de Dagor Aglareb werd de verdediging van de kloof doorbroken, maar de orks werden al snel teruggedreven. Tijdens de Dagor Bragollach leidde de draak Glaurung een nieuwe aanval op de kloof en de elfen werden verpletterend verslagen. Maglor en de meeste van zijn volgelingen vluchtten daarop naar Himring. Als gevolg hiervan viel ook Thargelion zonder bescherming en moesten die hier wonende elfen, geregeerd door Caranthir, hun land opgeven.